# Neoceratias spinifer
Neoceratias spinifer — вид вудильникоподібних риб, єдиний у родині Neoceratidae.

## Поширення
Поширений по всьому світу в тропічних і теплих помірних водах. Трапляється на глибинах від 350 до 1750 м.

## Опис
Максимальний відомий розмір самиць становить 10,9 см, тоді як менші, паразитичні самці досягають розмірів 1,9 см. Самиця — риба витягнутої форми з міцною будовою тіла. Риба має два або три ряди довгих зубів, деякі з яких знаходяться поза щелепами. У цього виду відсутній видозмінений подовжений стрижень спинного плавця (іліцій), типовий для багатьох вудильників, і він також не має біолюмінесцентних органів. Спинний та анальний плавці розташовані в середній частині тіла риби і мають однакову довжину. Забарвлення тіла темно-червоно-буре або чорне.
Дорослий самець прикріплюється до тіла самиці і живе як паразит. Самці, які вільно плавають, невідомі. Його очі та орган нюху дегенерували. Є кілька маленьких нерухомих зубів в щелепах. Шкіра самців без луски, світліша, ніж у самиць, частково прозора. Передщелепна кістка добре розвинена. Формула плавців відповідає такій у самиць.

## Спосіб життя
Харчується безхребетними з м'яким панциром, яких ловить своїми довгими гострими зубами.